# Teklenburské hrabství
Teklenburské hrabství (německy Grafschaft Tecklenburg) byla drobná monarchie a stát Svaté říše římské, v němž vládli hrabata z Teklenburku. Leželo v oblasti současných spolkových zemí Severního Porýní-Vestfálska a Dolního Saska v Německu. Název hrabství pochází od jména hradu Teklenburk, kde měly hrabata své stálé sídlo. Hrabství vzniklo ve středověku v době raného 11. století a zaniklo na začátku 19. století sloučením s Velkovévodstvím Berg.

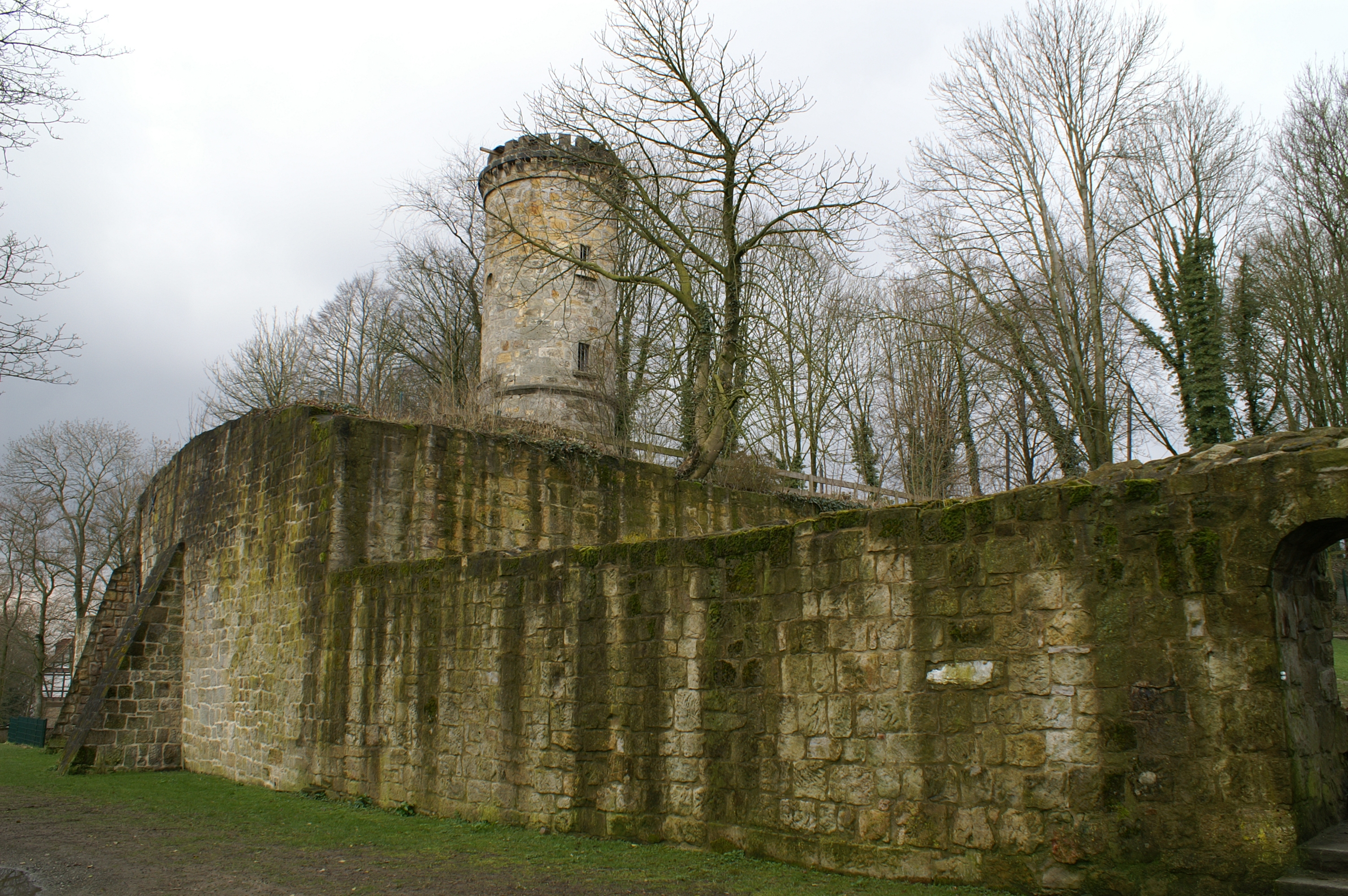
Zřícenina hradu Teklenburk

Konrád Teklenbursko-zvěřínský byl prvním vládcem v celém Vestfálsku, který na svém území zavedl reformaci a poté se stal členem Šmalkaldského spolku. Po porážce spolku ve Šmalkaldské válce bylo hrabství potrestáno Karlem V. odstoupením části území, na němž pak vzniklo hrabství Lingen.

## Symbolika

znaky vládnoucích rodů:
Teklenburkové a Bentheim-teklenburkové
znak hraběte z Tecklenburku
Teklenbursko-zvěřínští (1328–1562)
Bentheim-steinfurtští